# 슈가쿠인촌
슈우가쿠인(일본어: 修学院村)은 일본 교토부 오타기군에 설치되었던 촌이다.